# Нагуевская волость
Нагу́евская во́лость — нижняя административно-территориальная единица в составе Вязниковского уезда Владимирской губернии Российской империи и СССР. Волостной центр — с. Нагуево. Ныне территория Вязниковского района Владимирской области России.

## История
Нагуевское волостное правление учреждено согласно «Общему положению о крестьянах, вышедших из крепостной зависимости» от 19 февраля 1861 г. и являлось исполнительным органом крестьянского самоуправления. Нагуевское волостное правление подчинялось мировому посреднику, после их упразднения в 1874 г. — Вязниковскому уездному по крестьянским делам присутствию. По закону от 12 июля 1889 г. о введении института земских начальников — земскому начальнику. Волостные правления, в том числе и Нагуевское волостное правление, прекратили свое существование на основании постановления Временного правительства «О волостном земском управлении» от 21 мая 1917 г..
Упразднена в 1926 году, с переходом территории в черту Вязниковской волости.

## Состав
По данным на 1905 год входили 40 населённых пунктов
- Афанасьево
- Балымотиха (ныне Болымотиха)
- Бобухино (ныне Бабухино)
- Большой Холм
- Бродники
- Воробьёвка
- Головино
- Данилково
- Дудкино
- Ефимьево
- Зобищи
- Игуменцево
- Исаево
- Каликино
- Кика
- Колошино
- Коршуниха
- Крутые
- Кузнечиха[3]
- Ложки (Лужки)
- Лосево (ныне Октябрьский)
- Лукново
- Малый Холм
- Нагуево — волостной центр
- Ненашево[4]
- Новопарницы[5]
- Петрино[6]
- Свистихино[7]
- Седельниково
- Селищи
- Сергеево
- Серково
- Сизово
- Сосенки
- Стрижевский поселок
- Старыгино
- Суйтино
- Толмачево[8]
- Третьяково
- Чаганово хутор
- Чудиново